# K Mechelse SK
K Mechelse SK – belgijski klub szachowy z siedzibą w Mechelen, mistrz kraju z 1972 roku.

## Historia
Korzenie klubu sięgają 1927 roku, kiedy to został założony Schaakkring A° 1927. 1 września 1936 roku nastąpiła włączenie do niego części szachistów koła Mechelse Vereeniging voor Lichamelijke Opvoeding. Klub został wówczas przemianowany na De Mechelse Schaakclub MVLO. W 1938 roku wskutek działań Edwarda i Alberta Bodartów, którzy przejęli władzę w klubie, nastąpił rozłam. Utworzono nowy klub, początkowo pod nazwą Mechelse Schaakclub (później Mechelen Bourse i Mechelse Schaakkring), który jednak upadł wkrótce później. Na początku lat 40. Mechelse MVLO rozgrywał turnieje z takimi rywalami, jak Antwerpse SK i Cercle Colle, rywalizowano także w mistrzostwach Belgii. W 1941 roku klub został włączony do Koninklijke Belgische Schaakbond. W latach 50. usunięto z nazwy człon „MVLO”.
W latach 1963 i 1965 klub zajął trzecie miejsce w Honours. W 1968 roku uzyskano wicemistrzostwo kraju. W 1969 roku zespół był czwarty w lidze. W 1972 roku klub zdobył mistrzostwo Belgii. Rok później ponownie był czwarty. W sezonie 1993/1994 K Mechelse SK także zajął czwarte miejsce w lidze. W 1995 roku klub spadł z najwyższej klasy rozgrywkowej. W 2004 roku zespół spadł z Division 2. Następnie klub grał na poziomie Division 3 i Division 2.